# 米德斯
米德斯是奥地利蒂罗尔州因斯布鲁克兰县的一个市镇。总面积16.5平方公里，总人口1753人，人口密度106.2人/平方公里（2011年）。